# Werner Widder
Werner Widder (* 10. Juli 1944 in Braunsberg, Ostpreußen) ist ein deutscher Generalmajor außer Dienst des Heeres der Bundeswehr und zuletzt von 2001 bis 2003 Amtschef des Heeresamtes.

## Leben
Widder absolvierte 1964 das Abitur und trat am 16. April 1964 als Offizieranwärter beim Panzerbataillon 314 in Oldenburg-Bümmerstede in die Bundeswehr ein. Er absolvierte von 1976 bis 1978 den 19. Generalstabslehrgang Heer an der Führungsakademie der Bundeswehr in Hamburg, wo er zum Offizier im Generalstabsdienst ausgebildet wurde.
Als Oberst i. G. hatte er von 1990 bis 31. März 1992 die Verwendung als Heeresattaché an der Deutschen Botschaft in London. Vom 1. April 1992 bis 30. September 1994 war er Kommandeur der Panzergrenadierbrigade 41. Er kam kurz von Oktober 1994 bis Ende 1994 als Chef des Stabes zum Territorialkommandos Ost, welches mit dem Jahreswechsel zum IV. Korps wurde. Er wurde zum Brigadegeneral befördert und kam ebenfalls als Chef des Stabes zum neu eingerichteten IV. Korps nach Potsdam. Anfang April 1997 wurde er aus dieser Position Chef des Stabes der Sfor-Friedenstruppen in Sarajevo. Anschließend war er vom 1. Oktober 1997 bis zum 31. März 1998 Kommandeur der 5. Panzerdivision in Diez sowie vom 1. April 1998 bis 31. März 2001 als Generalmajor Kommandeur der 13. Panzergrenadierdivision in Leipzig. Seine letzte Verwendung hatte er vom 31. März 2001 bis 22. September 2003 als Amtschef des Heeresamts in Köln. Mit Ablauf des September 2003 wurde er in den Ruhestand versetzt.
Widder ist evangelisch, verheiratet und hat eine Tochter sowie einen Sohn.

## Veröffentlichungen
- Auftragstaktik and Innere Führung. Trademarks of German Generalship. In: Military Review, Band 82 (2002), Heft 5 (September-October), S. 3–9. (Online als PDF, 654 KB)